# دين كارتر
دين كارتر (بالإنجليزية: Dean Carter)‏ هو قاتل فترة أمريكي، ولد في 30 أغسطس 1955 في نوم في الولايات المتحدة.